# 迦濕彌羅國
迦濕彌羅國（梵語：काश्मीर，कश्मीर）是北印度古代國家，即今天的克什米爾。《大唐西域记》引“迦濕彌羅國志”稱佛陀入滅後第五十年由末田底迦來此建國，此前為無人湖區。

## 歷史記載
《大唐西域記》卷三有对迦濕彌羅國的記載：
|  | 从此（乌剌尸国）东南，登山履险，度鐵橋，行千餘里，至迦濕彌羅國（舊曰罽賓，訛也。北印度境）。迦濕彌羅國，周七千餘里。四境負山，山極陗峻，雖有門徑，而復隘狹，自古鄰敵無能攻伐。國大都城西臨大河，南北十二三里，東西四五里。宜稼穡，多花果，出龍種馬及鬱金香、火珠、藥草。氣序寒勁，多雪少風。服毛褐，衣白氎。土俗輕僄，人多怯懦。國為龍護，遂雄鄰境。容貌妍美，情性詭詐。好學多聞，邪正兼信。伽藍百餘所，僧徒五千餘人。有四窣堵波，並無憂王建也，各有如來舍利斗餘。 |